# مرسيدس سولير
مرسيدس سولير (بالإسبانية: Mercedes Soler)‏ هي ممثلة مكسيكية وأمريكية، ولدت في 19 نوفمبر 1914 بلوس أنجلوس في الولايات المتحدة، وتوفيت في 16 فبراير 1971 في المكسيك.

## وصلات خارجية
- مرسيدس سولير على موقع IMDb (الإنجليزية)
- مرسيدس سولير على موقع أول موفي (الإنجليزية)
- مرسيدس سولير على موقع قاعدة بيانات الفيلم (الإنجليزية)
- مرسيدس سولير على موقع كينوبويسك (الروسية)